# شيبرد أيفوري فرانز
شيبرد أيفوري فرانز (بالإنجليزية: Shepherd Ivory Franz)‏ هو عالم نفس أمريكي، ولد في 27 مايو 1874 في جيرسي سيتي في الولايات المتحدة، وتوفي في 14 أكتوبر 1933 في لوس أنجلوس في الولايات المتحدة.